# September (film, 1987)
September je ameriški dramski film iz leta 1987, ki ga je režiral in zanj napisal scenarij Woody Allen. Temelji na igri Antona Čehova Striček Vanja iz leta  1896, le spol vlog je pogosto zamenjan. Allen je želel posneti film kot igro, zato vsebuje dolge kadre in malo učinkov s kamero. V njem Allen ne nastopa in je eden njegovih redkih povsem dramskih filmov. V glavnih vlogah nastopajo Mia Farrow, Sam Waterston, Dianne Wiest, Elaine Stritch, Jack Warden in Denholm Elliott.
Ocene kritikov so bile mlačne. Na strani Rotten Tomatoes je prejel oceno 67%. Film je Allen posnel dvakrat, prvič so nastopali Sam Shepard kot Peter, Maureen O'Sullivan kot Diane in Charles Durning kot Howard. Po montaži se je odločil spremeniti scenarij in posneti film znova z drugimi igralci.

## Vloge
- Denholm Elliott kot Howard
- Dianne Wiest kot Stephanie
- Mia Farrow kot Lane
- Elaine Stritch kot Diane
- Sam Waterston kot Peter
- Jack Warden kot Lloyd
- Rosemary Murphy kot ga. Mason
- Ira Wheeler kot g. Raines
- Jane Cecil kot ga. Raines